# Tomizm
Tomizm – system filozoficzny oparty na poglądach Tomasza z Akwinu. Tomizm wywodzi się z filozofii średniowiecznej, a jego różne nurty mają przedstawicieli także w XXI wieku.

## Charakterystyka
Tomizm bazuje tylko częściowo na filozofii Arystotelesa, ponieważ jest w dużym stopniu nowatorskim systemem. Przejmuje z filozofii arabskiej realną różnicę między istotą i istnieniem. Głównymi pojęciami są: istnienie, punkt, możność, kondycja, materia, przyczyna sprawcza, przyczyna, substancja, przypadłości, istota.
Cechy charakterystyczne tomizmu to:
- prawda, piękno i dobro to powszechne atrybuty bytu. Zło jest brakiem dobra i nie ma swej substancji. Każdy byt w sposób naturalny dąży do pełnego urzeczywistnienia swej natury (swej doskonałości).
- dusza ludzka jest rozumną, jednostkową formą człowieka. Połączenie duszy i ciała jest celowe, bo dusza może poznawać świat tylko poprzez zmysły ciała. Istnieją formy rozumne pozbawione ciała (aniołowie), poznające rzeczywistość bez pośrednictwa zmysłów.
- człowiek posiada władze poznawcze i pożądawcze. Władze poznawcze to zależne od ciała zmysły oraz niezależny od ciała intelekt; władze pożądawcze to zależne od ciała emocje i uczucia oraz niezależna od ciała wola. Tomizm zakłada pierwszeństwo władz poznawczych nad pożądawczymi.
- przeznaczeniem człowieka jest poznanie najwyższego dobra - oglądanie Boga dzięki "światłu chwały" (łac. lumen gloriae)
- człowiek znajduje się na drabinie bytów pomiędzy aniołami i zwierzętami.

## Neotomizm
Powstanie neotomizmu zainspirował Leon XIII w encyklice Aeterni Patris z 1879, zachęcając do studiowania dzieł Ojców Kościoła oraz św. Tomasza.
W Polsce największe znaczenie mają obecnie 2 nurty tomizmu:
- egzystencjalny (twórcy: Jacques Maritain, Étienne Gilson) - Stefan Swieżawski, Mieczysław Albert Krąpiec
- konsekwentny (wywodzący się z nurtu egzystencjalnego) - Mieczysław Gogacz